# Ethelbald
Æthelbald, též Ethelbald (asi 834 – 20. prosince 860) byl anglosaský král Wessexu z rodu Cerdikovců od roku 855, respektive 858, až do roku 860. Byl druhým nejstarším z pěti synů krále Æthelwulfa.
V roce 850 porazil Æthelbaldův starší bratr Æthelstan vikingy v první zaznamenané námořní bitvě v anglické historii, ale od té doby není připomínán a pravděpodobně zemřel na počátku 50. let 9. století. Následující rok král Æthelwulf a Æthelbald způsobili vikingům další porážku v bitvě u Aclea. V roce 855 se král Æthelwulf vydal na pouť do Říma a jmenoval Æthelbalda králem Wessexu, zatímco Æthelberht, další Æthelwulfův syn v pořadí, se stal králem Kentu, který Wessex dobyl o třicet let dříve.
Na zpáteční cestě z Říma pobýval král Æthelwulf několik měsíců u západofranského krále Karla Holého, s jehož dvanáctiletou dcerou Juditou se oženil. Když se v roce 856 vrátil do Anglie, Æthelbald se odmítl vzdát koruny. Většina historiků se domnívá, že Æthelbald zůstal i nadále králem Wessexu, zatímco Æthelberht se vzdal Kentu ve prospěch svého otce, ale někteří historici jsou názoru, že byl rozdělen samotný Wessex, přičemž Æthelbald vládl západu a jeho otec východu Wessexu, zatímco Æthelberht si ponechal Kent. Když Æthelwulf zemřel v roce 858, Æthelbald zůstal (nebo se stal znovu) králem Wessexu a jeho bratr Æthelberht zůstal (nebo se stal znovu) králem Kentu.
Æthelbald se oženil se svou nevlastní matkou Juditou. Životopisec jeho nejmladšího bratra Alfréda Velikého, biskup Asser, pranýřoval tento svazek jako „proti Božímu zákazu a křesťanské důstojnosti“. Ačkoliv byl tento svazek Asserem odsouzen o několik desetiletí později, nezdá se, že by ve své době způsobil skandál. Æthelbald a Æthelberht měli zřejmě dobré vztahy: když Æthelbald v roce 860 ve věku 26 nebo 27 let zemřel, stal se Æthelberht králem Wessexu i Kentu a obě království od té doby již nikdy rozdělena nebyla.

## Historický kontext
Když se Æthelbaldův děd Ecgberht stal v roce 802 králem Wessexu, zdálo se velmi nepravděpodobné, že založí trvalou dynastii. Do té doby dvě stě let bojovaly o západosaský trůn tři rodiny a žádný syn nenastoupil po svém otci coby král. Přestože Ecgberhtovým nejlepším nárokem na trůn bylo jeho tvrzení, že byl prapravnukem Ingilda, bratra wessexského krále Inea (688–726), byl pokládán za patrilineárního potomka zakladatele západosaské dynastie Cerdika, což z něj dělalo æthelinga, prince, který měl legitimní nárok na trůn. V 9. a 10. století však království ovládla Ecgberhtova linie a všichni králové byli syny králů.
Na začátku 9. století byla Anglie téměř zcela pod kontrolou Anglosasů, přičemž jižní Anglii dominovalo středoanglické království Mercie. V roce 825 Ecgberht drtivě porazil Mercijské v bitvě u Ellendunu a ukončil tak mercijskou nadvládu. Obě království se stala spojenci, což bylo důležité v odporu proti útokům vikingů. V roce 835 zpustošili vikingové ostrov Sheppey v Kentu. V roce 836 byl král Ecgberht poražen vikingy v Carhamptonu v současném hrabství Somerset, ale v roce 838 Ecgberht zvítězil nad aliancí Cornwallských a vikingů v bitvě u Hingston Down, následkem čehož se Cornwall stal závislým královstvím. Zemřel v následujícím roce a nástupcem se stal jeho syn Æthelwulf, který ve stejném roce jmenoval svého nejstaršího syna Æthelstana podkrálem Kentu, Essexu, Surrey a Sussexu.

## Æthelbaldovo mládí
Æthelbald byl druhým synem krále Æthelwulfa a pravděpodobně jeho první manželky Osburgy, která byla matkou Alfréda Velikého. Protože Æthelstan byl dost starý na to, aby mohl být jmenován králem deset let před narozením Alfreda v roce 849, a Æthelbald se zúčastnil bitvy v roce 851, tvrdí někteří historici, že je pravděpodobnější, že se starší děti narodily nedoložené dřívější manželce. Æthelstan zemřel dříve než jeho otec, ale Æthelbald a jeho tři mladší bratři se postupně stali králi Wessexu: Æthelbald vládl v letech 855–860, Æthelberht v letech 860–865, Æthelred I. v letech 865–871 a Alfréd Veliký v letech 871–899. Æthelbald je poprvé zmíněný, když byl svědkem listiny svého otce (S 290) v roce 840 coby filius regis (králův syn). Pod stejným označením svědčil ve 40. letech 9. století, poté u listiny S 300 v roce 850 coby dux filius regis, a konečně na počátku 50. let 9. století jako dux (ealdorman). V roce 850 jeho starší bratr Æthelstan porazil dánskou flotilu u Sandwiche v první zaznamenané námořní bitvě v anglické historii, ale dále zmiňován není a pravděpodobně zemřel brzy poté. V roce 851 Æthelwulf a Æthelbald porazili vikingy v bitvě u Aclea a podle Anglosaské kroniky „jsme nikdy neslyšeli o jejich větším masakru, v žádné oblasti, v kterýkoliv den, předtím ani potom“. O Velikonocích v roce 854 Æthelbald a jeho mladší bratr Æthelberht potvrdili listiny jako dux a v roce 855 se jejich otec vydal na pouť do Říma a jmenoval Æthelbalda králem Wessexu, zatímco Æthelberht se stal králem Kentu, Essexu, Surrey a Sussexu.

## Rozdělení království

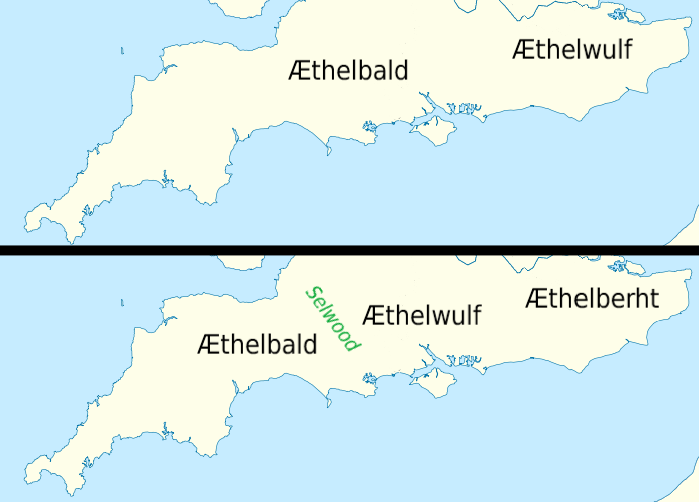
Dvě možné interpretace Asserova popisu rozdělení Wessexu

Æthelwulf strávil v Římě rok. Na zpáteční cestě pobýval několik měsíců na dvoře západofranského krále Karla Holého. Během pobytu se oženil s Karlovou dvanáctiletou dcerou Juditu, pravnučkou Karla Velikého. Remešský biskup sňatku slavnostně požehnal a udělil Juditě titul královny. Æthelwulf se vrátil do Wessexu se svou novou manželkou v říjnu 856. Podle životopisce Alfreda Velikého, biskupa Assera, bylo během Æthelwulfovy nepřítomnosti zosnováno spiknutí s cílem zabránit králově návratu a udržet Æthelbalda na trůnu. Asser to považoval za „strašný zločin: vyhnání krále z jeho vlastního království; ale Bůh to nedovolil, ani by na tom neměli podíl šlechtici celé saské země“. Asser konstatoval, že mnoho mužů uvedlo, že iniciativa k „tomuto ubohému incidentu, neslýchanému ve všech předchozích dobách“ přišla od Æthelbaldových hlavních poradců, Eahlstana, biskupa ze Sherborne, a Eanwulfa, ealdormana ze Somersetu, což byli dva z Æthelwulfových nejstarších poradců, zatímco mnozí obviňovali samotného Æthelbalda.
Historici předkládají zcela odlišná vysvětlení Æthelwulfova nového sňatku i povstání proti němu. Současní britští historici David Peter Kirby (* 1936] a Pauline Staffordová (* 1946) vidí sňatek jako zpečetění protivikingské aliance mezi Franskou říší a Wessexem. Dalším faktorem byl Juditin původ coby vnučky Karla Velikého: spojením s ní získal Æthelwulf podíl na karolinské prestiži. Kirby popisuje její pomazání coby královny Wessexu jako „charismatické posvěcení, které posílilo její postavení, požehnalo její lůno a navýšilo nárok na trůn jejímu mužskému potomstvu.“ Tyto znaky zvláštního postavení naznačovaly, že její syn bude následníkem alespoň části Æthelwulfova království, a vysvětlují Æthelbaldovo rozhodnutí vzbouřit se. Možná se také obával, že by byl znevýhodněn, kdyby se jeho otec vrátil k vládě ve Wessexu, zatímco jeho bratr Æthelberht by si ponechal Kent. Historik Michael Enright tvrdí, že aliance proti vikingům mezi tak vzdálenými územími by neposloužila žádnému užitečnému účelu. Vidí sňatek jako následek Æthelbaldovy vzpoury a jako odpověď na ni s úmyslem, že Juditin syn nahradí Æthelbalda coby následník trůnu. Současná britská historička Janet Nelson (* 1942) jde ještě dále, když vidí Æthelwulfovu pouť do Říma jako od začátku zamýšlenou s cílem posílit jeho prestiž, a aby mu pomohla čelit synovské zášti. Historici Kirby a Sean Miller argumentují, že je nepravděpodobné, že by Karel souhlasil s tím, aby byla jeho dcera odvezena do země zmítající se ve stavu občanské války, takže Æthelbaldova vzpoura byla pravděpodobně odpovědí na Æthelwulfovu svatbu, která hrozila, že z tohoto manželství vzejdou synové, kteří by měli silnější nárok na trůn, než měl Æthelbald. Současný americký historik Richard Abels (* 1951) tvrdí, že Æthelbald pravděpodobně doufal, že jeho vláda bude trvalá a nebude zakončena Æthelwulfovým návratem do země: „Všichni věděli o nebezpečích, která se vyskytují na pouti do Říma, a byli si vědomi možnosti, že se Æthelwulf nevrátí. Jeho odjezd do Říma kromě toho podnítil pozdvižení mezi mocichtivými æthelingy.“ Karel možná souhlasil se sňatkem, protože byl pod tlakem jak ze strany vikingů, tak ze strany povstání své vlastní šlechty, a Æthelwulf měl velkou prestiž díky svým vítězstvím nad vikingy. Díky sňatku se západosaský král zapojil do sítě královských a knížecích spojenců, kterou Karel vytvářel.
Svou roli mohla také hrát rivalita mezi východním a západním Wessexem. Starobylý Selwoodský les vyznačoval hranici mezi biskupstvími Sherborne na západě a Winchester na východě. V 8. století měla Ecgberhtova rodina vazbu na západ Wessexu, ale na počátku 9. století se rodina sblížila s duchovenstvem ve Winchesteru, které jí pomohlo, aby se nadále prosadila na trůnu výhradně jejich královská větev. Podle Assera bylo spiknutí s cílem připravit Æthelwulfa o trůn zosnováno v „západní části Selwoodu“ a Æthelbaldovi hlavní podporovatelé, Eahlstan a Eanwulf, byli západní velmoži, kteří se pravděpodobně nemohli smířit s přízní, kterou Æthelwulf projevoval východní winchesterské diecézi a Swithunovi, kterého Æthelwulf roku 852 jmenoval winchesterským biskupem. Naproti tomu Æthelbald dával přednost hlavně Sherbornu.

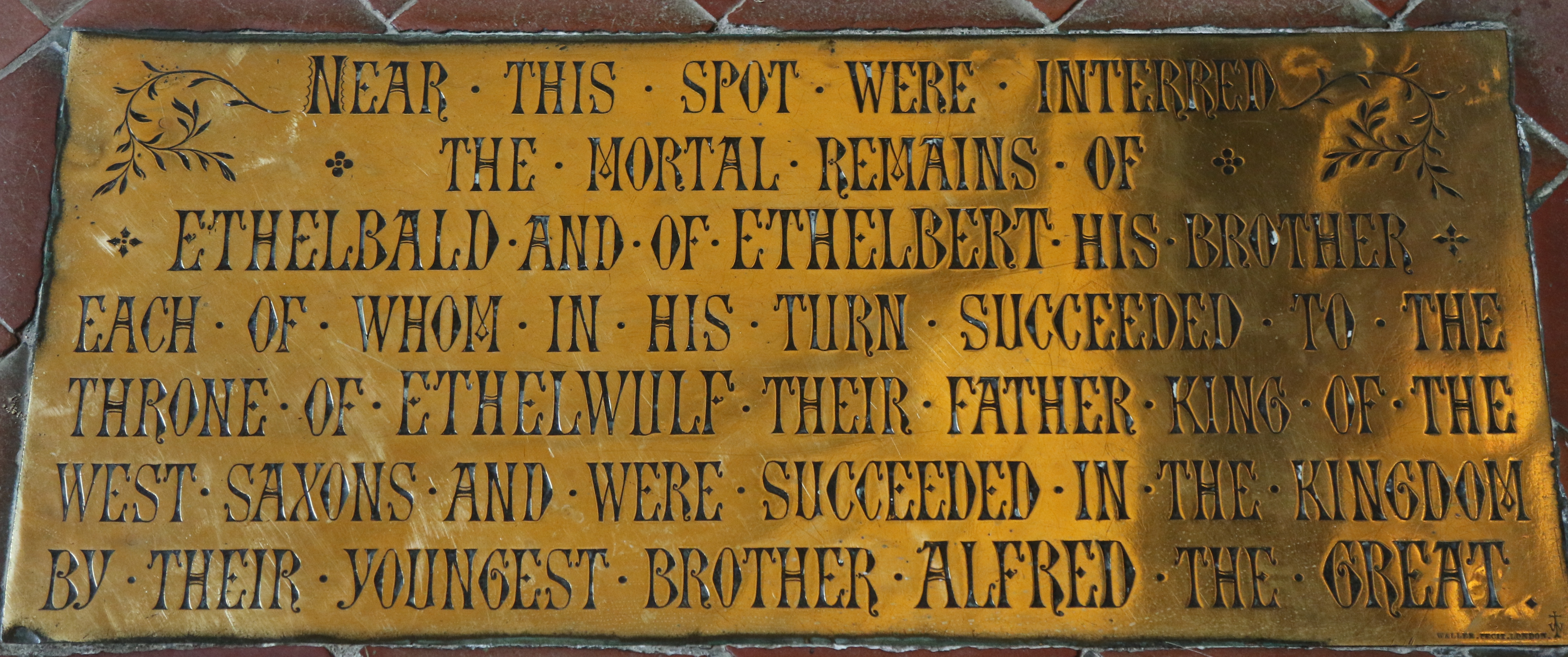
Pamětní deska věnovaná Æthelbaldovi a Æthelberhtovi v sherbornském opatství

Jediným zdrojem zmiňujícím spor mezi Æthelwulfem a Æthelbaldem je Asser. Spor v Anglosaské kronice uveden není. Podle Assera, když se Æthelwulf vrátil do Anglie, souhlasil s rozdělením království, aby se vyhnul občanské válce. Většina historiků uvádí, že Æthelbald si ponechal Wessex, zatímco Æthelberht souhlasil s předáním jihovýchodních království Kent, Essex, Surrey a Sussex Æthelwulfovi, i když současný britský historik Simon Keynes (* 1952) se domnívá, že si Æthelwulf uchoval určitou míru suverenity. Někteří historici tvrdí, že je pravděpodobnější, že byl rozdělen samotný Wessex, přičemž Æthelbald si ponechal svou mocenskou základnu západně od Selwoodu, Æthelwulf obsadil východ a Æthelberht si ponechal Kent. Pauline Staffordová a D. P. Kirby poukazují na to, že Asser naznačuje, že se Judita stala královnou Západních Sasů v roce 856. Sean Miller poznamenává, že si Asser stěžoval, že „syn vládl tam, kde měl podle právoplatného názoru otec vládnout; protože západní část saské země byla vždy důležitější než východní“, a protože Kent byl dobyt teprve před pouhými třiceti lety, nedávalo smysl hovořit o něm jako o méně důležité části království.

## Æthelbald králem Wessexu
Podle Assera nařídil Æthelwulf ke konci svého života, aby jeho království bylo rozděleno mezi jeho dva nejstarší syny, a tak se i stalo, když zemřel 13. ledna 858. Æthelbald pak pokračoval coby král Wessexu (anebo se jím znovu stal), zatímco Æthelberht znovu získal (anebo si ponechal) úřad krále v Kentu a vládce na jihovýchodu Anglie. Æthelwulf zanechal Æthelbaldovi, Æthelredovi a Alfredovi závěť s ustanovením, že ten, kdo bude žít nejdéle, zdědí vše. Někteří historici ji považují za přenechání královského majestátu ve Wessexu přeživším, ale jiní historici to zpochybňují a dle nich to mohl zamýšlet jako zaopatření pro mladší syny. Juditino postavení coby karolínské princezny i pomazané královny Wessexu bylo tak významné, že než aby přišel o prestiž jejího napojení na Franskou říši a panování svého otce, rozhodl se Æthelbald s ní oženit. Anglosaská kronika sňatek ignoruje možná proto, že zmínka o tak prestižním spojení Alfredova staršího bratra by odvedla pozornost od úspěchů samotného Alfreda. Æthelbaldův sňatek s ovdovělou macechou byl následně odsouzen Asserem jako skutek „proti Božímu zákazu a křesťanské důstojnosti a také v rozporu s praxí všech pohanů“, i když se nezdá, že by sňatek ve své době vzbudil odpor. Franské Annales Bertiniani o svatbě informovaly bez komentáře a uvedly, že když se po Æthelbaldově smrti vrátila ke svému otci, bylo s Juditou zacházeno „se vší úctou patřící královně“. Brzy ale přivedla svého otce k zuřivosti poté, co utekla s flanderským hrabětem Balduinem. Jejich syn Balduin II. se oženil s Alfrédovou dcerou Ælfthryth.
O Æthelbaldově vládě je známo velmi málo. Dochovaly se pouze dvě jeho listiny. Listina S 1274, datovaná do roku 858, představuje převod církevního majetku ve Farnhamu biskupem Swithunem na krále do konce králova života. Podle současné anglické historičky Barbary Yorke (* 1951) jde o příklad Æthelbaldových konfiskací majetku biskupa z Winchesteru pro královu vlastní potřebu. Listina S 326 datovaná do roku 860 je Æthelbaldovým převodem čtrnácti popluží v Teffontu v současném hrabství Wiltshire na thegna jménem Osmund. Obě listiny jsou potvrzeny královnou Juditou, což svědčí o jejím vysokém postavení, protože manželkám západosaských králů v 9. století se běžně titul královny neuděloval a téměř nikdy nebyly svědky listin. Sňatek a její atestace listin jsou důkazem toho, že Æthelbald zamýšlel změnit linii následnictví ve prospěch svého vlastního syna, na úkor svých bratrů. Listina S 326 je také potvrzena králem Æthelberhtem, což naznačuje, že Æthelbald byl se svým bratrem zadobře. Listina S 1274 je nejstarší dochovaná západosaská listina, která vyžaduje příspěvek na opevňovací práce, a Janet Nelson naznačuje, že za novinkou mohl stát Juditin doprovod. O několik let později totiž Karel Holý zahájil program přestavby městských hradeb a budování nových pevností v Západofranské říši.

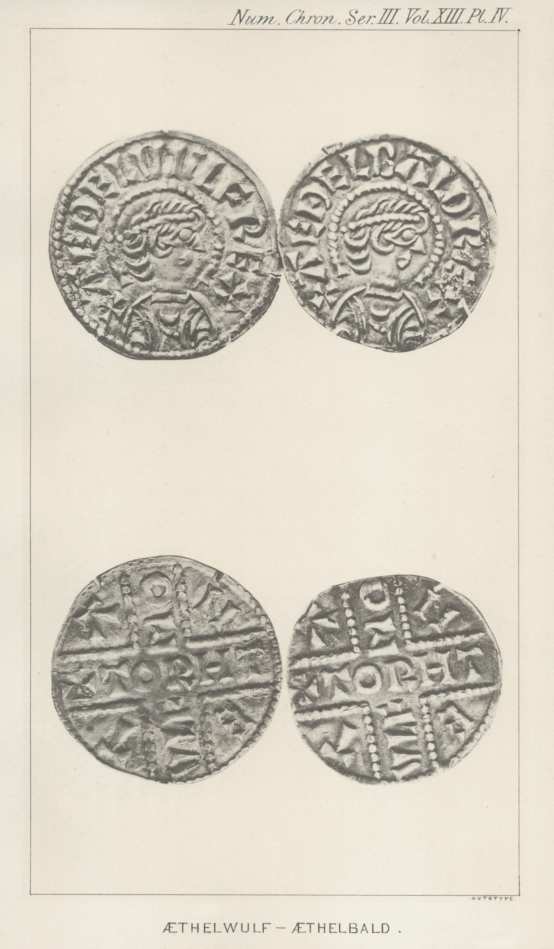
Falešné mince králů Æthelwulfa a Æthelbalda

Nejsou známy žádné mince, které by byly raženy s Æthelbaldovým jménem. Obě hlavní mincovny v jižní Anglii byly v Kentu, a to v Canterbury a Rochesteru. Do roku 858 byly raženy mince s Æthelwulfovým jménem, a poté se jménem Æthelberhtovým. Ve Wessexu byla jedna mincovna, pravděpodobně v Southamptonu nebo Winchesteru, ale v polovině 9. století fungovala na minimální úrovni a jsou známy pouze tři její mince ražené v letech 839 až 871, dvě Æthelwulfovy mince a jedna mince krále Æthelreda I., přičemž všechny produkoval stejný peněžník. Skutečnost, že kentské mincovny vyráběly v letech 858 až 860 mince pouze pro Æthelberhta, svědčí o tom, že Æthelbald nebyl vládcem svého bratra. Tři mince Æthelbalda byly koncem 19.  století považovány za pravé, ale v roce 1900 byly shledány jako padělky.